# Bomolocha oronalis
Bomolocha oronalis är en fjärilsart som beskrevs av William Schaus 1906. Bomolocha oronalis ingår i släktet Bomolocha och familjen nattflyn. Inga underarter finns listade i Catalogue of Life.